# Torridge
Torridge es un distrito no metropolitano del condado de Devon (Inglaterra). Tiene una superficie de 983,84 km². Según el censo de 2001, Torridge estaba habitado por 58 965 personas y su densidad de población era de 59,93 hab/km².